# Patrick Weihrauch
Patrick Weihrauch (Gräfelfing, 3 marzo 1994) è un calciatore tedesco, centrocampista del Carl Zeiss Jena.

## Carriera

### Club
Ha giocato nella seconda divisione tedesca con Kickers Würzburg ed Arminia Bielefeld.

## Palmarès

### Club

#### Competizioni nazionali
- Campionato tedesco di seconda divisione: 1

Arminia Bielefeld: 2019-2020
- 3. Liga: 1

Dinamo Dresda: 2020-2021